# TED (konferencija)
TED (eng. Technology, Entertainment, Design; hrv. tehnologija, zabava, dizajn) je globalni skup konferencija u vlasništvu privatne neprofitne zaklade "Sapling Foundation", pod sloganom "ideje vrijedne širenja".

## TEDx
Od 2009. godine TED izdaje licencije trećim osobama za organiziranje neovisnih događaja sličnih TED-u u zemljama širom svijeta.

## Poveznice
- popis edukacijskih video internet stranica
- popis TED-ovih predavača

## Vanjske poveznice
- Službene stranice
- Financial Times. "Conference of cool".
- Guardian. TED – the ultimate forum for blue-sky thinking